# Estherka
Pour plus de détails, voir Fiche technique et Distribution.
Estherka est un long métrage documentaire réalisé par David Quesemand et consacré à Esther Gorintin, actrice qui commence sa carrière à 85 ans. Il est sorti en 2014.

## Synopsis
La vie d'Esther Gorintin, et plus particulièrement ses dernières années, qui l'ont vu accéder à la notoriété avec une carrière d'actrice commencée à l'âge de 85 ans, avec le film Voyages d'Emmanuel Finkiel, et poursuivie notamment avec Depuis qu'Otar est parti... de Julie Bertuccelli. Elle tourne entre autres pour Mathieu Amalric, Delphine Gleize, Alain Corneau, Pavel Lounguine et Danis Tanovic. Elle se rend à Cannes, quasiment en vedette, en compagnie de son fils Armand, et du réalisateur David Quesemand. Elle est également reçue au Japon. Le parcours d'une vie, de sa Pologne natale à la rue de Rivoli en passant par la Croisette.

## Fiche technique
- Titre : Estherka
- Réalisation : David Quesemand
- Scénario : David Quesemand
- Photographie : David Quesemand
- Musique : Yannick Thépault
- Son : Sébastien Savine
- Montage : Saskia Berthod
- Production : Les Films du Figuier
- Société de distribution : Les Films du Figuier
- Pays d'origine :  France
- Langue : français
- Genre : documentaire
- Durée : 93 minutes
- Date de sortie :  France 21 septembre 2014

## Distribution
- Esther Gorintin, dite « Estherka »
- Armand Gorintin, le fils d'Estherka
- Julie Bertuccelli
- Alain Corneau
- Emmanuel Finkiel
- Pascale Clark
- Shulamit Adar
- Elsa Amiel
- Blanche Cottin
- Dinara Droukarova
- Yael Fogiel